# 컨테이너 카고
컨테이너 카고는 컨테이너를 싣기 위해 특별히 개조가 된 카고트럭을 의미하는 단어다. 그래서 주로 부산신항과 같은 항만에서 많이 보이는 차종이다.

## 특징
컨테이너를 싣기 위해 특별히 개조가 된 카고트럭인만큼 컨테이너를 안정적으로 고정하기 위한 컨테이너 안전 고정 장치가 장착되어 있다. 물류계에서는 똥가리차라고 불리기도 하며 주로 20피트 컨테이너를 싣는다. 컨테이너를 실은 뒤에 각지의 물류 현장에서 수입품이나 수출품을 하역하는 역할을 하며 풀카고 형식의 컨테이너 카고도 있고 부산신항과 같이 컨테이너 물류에 중요한 역할을 하는 부두나 항구에서 가장 많이 보인다. 주로 8톤 이상의 대형화물차를 개조해서 만들지만 5톤 화물차를 개조해서 만들기도 한다.

## 같이 보기
- 카고트럭
- 컨테이너